# Bosund

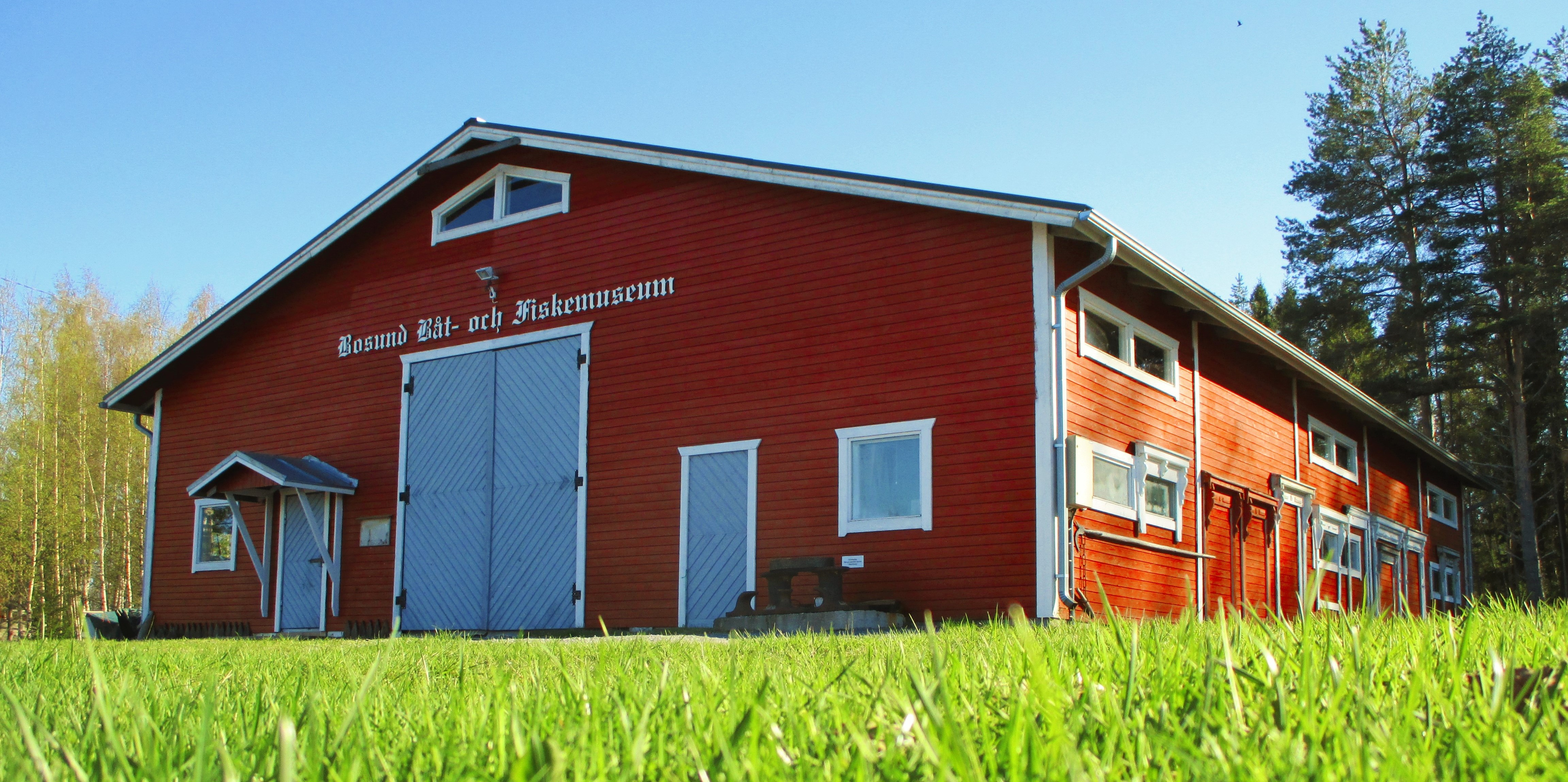
Bosund båt-, fiske och jaktmuseum

Bosund är ett av de fyra större byarna i Larsmo kommun i Finland. Bosund ligger på östra delen av Norra ön och gränsar till Karleby. Byn har cirka 1 000 invånare.
Bosund är en växande by. Bosund skola har cirka 140 elever och blev tillbyggd 2017 och en ny förskola och daghem uppfördes intill skolan. 
Bosund har två industriområden. Största arbetsgivaren är Baltic Yachts, som är världsledande på att tillverka segelbåtar.  
Bosund Båt-, Fiske- och Jaktmuseum berättar om hur utvecklingen har gått inom båtbranschen, från traditionella träbåtar till plastade glasfiberbåtar. Museet har en 400 kvadratmeter stor utställningshall. Där finns ett femtiotal allmoge-, motor- och tävlingsbåtar, framför allt båtar tillverkade 1930-1965. Det är ett av landets största museer för traditionella träbåtar. 
I Bosund finns även ett bönehus, brandkår och en byalagsförening.
År 